# Podatek od sprzedaży
Podatek od sprzedaży (ang. sales tax, use tax) – podatek od sprzedaży, podatek pośredni, płacony jedynie na ostatnim etapie obrotu towarami lub usługami.

## Stawki podatku
Podatek od sprzedaży stosowany jest głównie w Stanach Zjednoczonych. W zależności od stanu stawki się różnią. W stanach Delaware, Montana, New Hampshire i Oregon stawka podatku wynosi 0%. Najwyższa stawka istnieje w Luizjanie, gdzie przeciętnie osiąga nawet 10%. Przeciętnie całkowita stawka podatku sięga około 7%.

## Zalety i wady podatku od sprzedaży
Zaletami podatku jest to, że nie jest podatkiem kumulacyjnym (podobnie jak VAT), ponieważ dotyka tylko ostatniej fazy obrotu oraz niższe obciążenie konsumentów z uwagi na wysokość stawek. Główną wadą są niższe dochody budżetu państwa z tego podatku, ponieważ zakres opodatkowania podatkiem od sprzedaży jest zwykle zdecydowanie węższy niż opodatkowanie VAT.

## Podstawowe cechy podatku od sprzedaży

### Zakres podmiotowy
Podatnikami podatku są:
- osoby prawne,
- jednostki organizacyjne niemające osobowości prawnej,
- osoby fizyczne wykonujące samodzielnie działalność gospodarczą, bez względu na cel czy też rezultaty takiej działalności

### Podstawa opodatkowania
Co do zasady podstawą opodatkowania jest kwota należna z tytułu sprzedaży.

### Część lokalna i stanowa
Podatek od sprzedaży składa się z dwóch części. Podatek nie różni się jedynie w zależności od stanu, lecz też od hrabstwa czy miasta. Przykładowo stan Georgia nakłada podatek w wysokości 4%. Ponadto różne hrabstwa wprowadzają swoje lokalne taryfy, dlatego opodatkowanie sprzedaży może osiągnąć dla przykładu 7,5%.

## Zasada obliczania podatku od sprzedaży

### Przykład obliczania podatku od sprzedaży
Sprzedawca sprzedaje klientowi zegar o wartości 100 zł (wartość netto). Przyjmując hipotetycznie, że podatek wynosi 10%, nalicza 10% podatku i sprzedaje za 110 zł (wartość brutto) oraz odprowadza 10 zł do urzędu skarbowego (podatkowego).